# Boophone haemanthoides
Boophone haemanthoides är en amaryllisväxtart som beskrevs av Frances Margaret Leighton. Boophone haemanthoides ingår i släktet Boophone och familjen amaryllisväxter. Inga underarter finns listade i Catalogue of Life.

## Bildgalleri

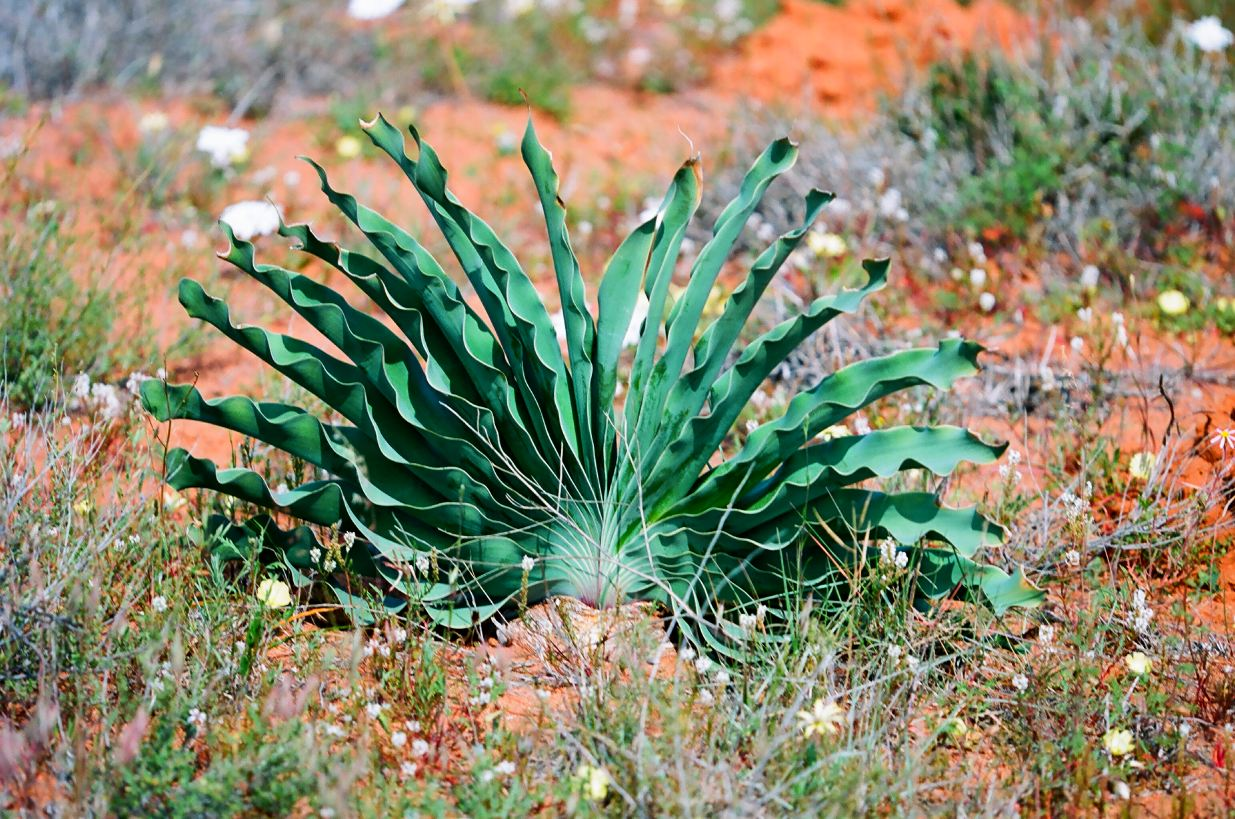